# Anchialin

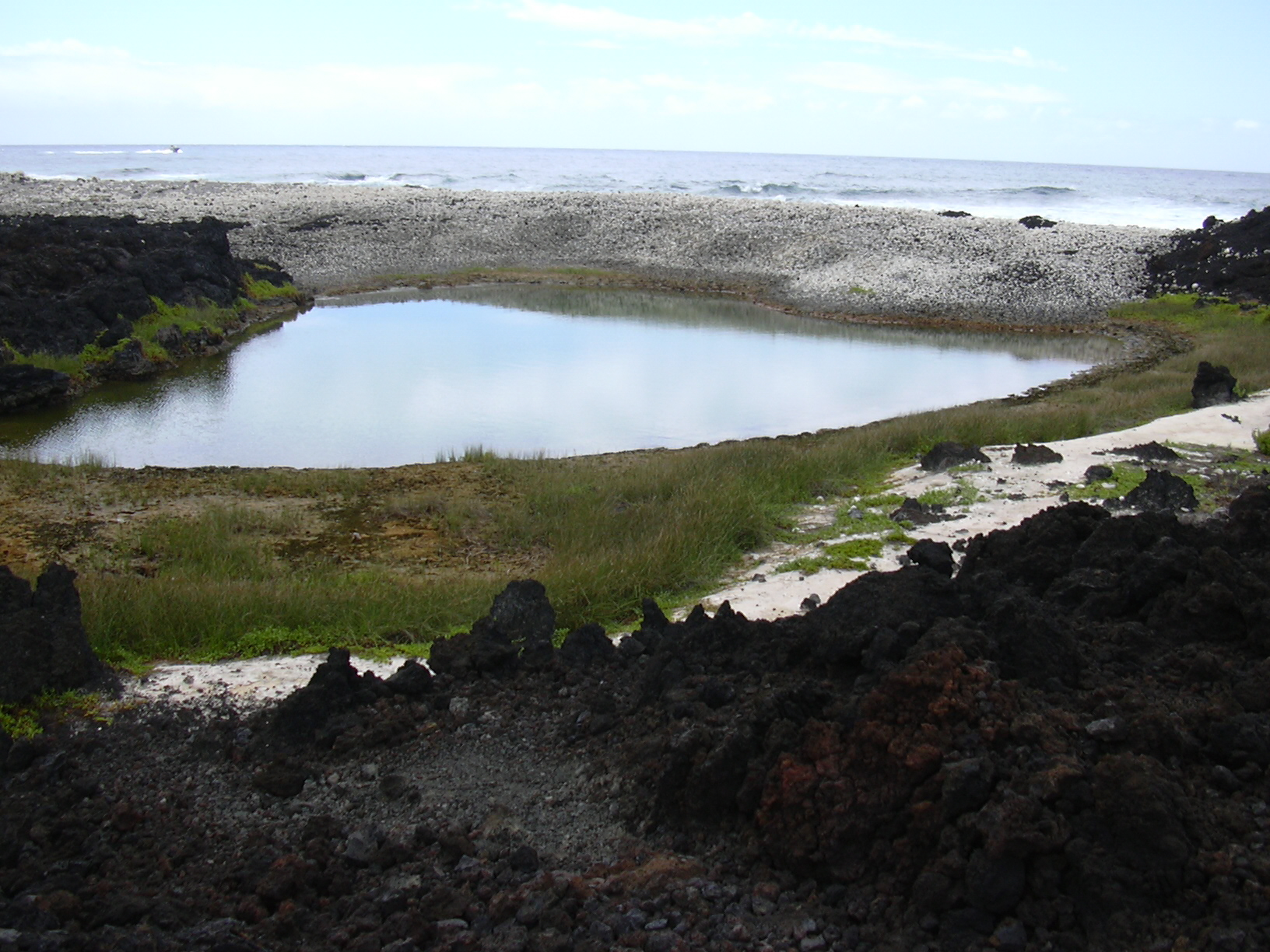
Anchialiner Pool auf Maui, Hawaii

Anchialin ist ein Fachbegriff der Ökologie der Gewässer. Er charakterisiert einen besonderen Gewässertyp, der eine unterirdische Verbindung mit dem Meer besitzt, aber durch Zustrom von Süßwasser von der Landseite her, als versickerndes Regenwasser, Grundwasser oder ein Höhlengewässer deutlich beeinflusst wird. Er wird in erster Linie für unterirdische Gewässer (Höhlengewässer) verwendet, kann sich aber auch auf marin beeinflusste Oberflächengewässer beziehen. Anchialine Biotope besitzen eine charakteristische, eigenständige Fauna mit zahlreichen endemischen Arten, die weder im Meer noch in limnischen Gewässern leben können. Besonders in anchialinen Höhlen leben Reliktformen, die in früheren Erdzeitaltern auch in anderen Gewässern verbreitet waren, aber nur hier überleben konnten, und Tiere, die sonst ihren Verbreitungsschwerpunkt in der Tiefsee haben. Anchialine Gewässer sind durch Brackwasser geprägt, wobei oft komplizierte Verhältnisse vorliegen, bei denen das (weniger dichte und dadurch leichtere) Süßwasser das Salzwasser überschichtet und dazwischen eine Grenzschicht, Halokline genannt, ausgeprägt ist. Durch die Verbindung zum Meer sind sie von den Tiden beeinflusst.

## Begriffsherkunft
Der Ausdruck anchialin wurde durch den niederländischen Zoologen Lipke Bijdeley Holthuis zuerst 1973 eingeführt. Der Ausdruck ist vom (latinisierten) griechischen anchialos mit der Bedeutung „nahe zum Meer“ abgeleitet. Einige Ökologen veränderten ihn später zu „anchihalin“ (bezogen auf Griechisch halos: Salz), diese Variante ist nicht falsch, wird aber seltener verwendet. Holthuis prägte den Ausdruck zunächst nur für tümpelartige Oberflächengewässer mit (unterirdischer) Verbindung zum Meer (sog. „anchialine pools“), die an verschiedenen Stellen vorkommen, aber besonders typisch für die Hawaii-Inseln sind, wo früher mehr als 100 von ihnen vorkamen.

## Vorkommen
Anchialine Gewässer sind charakteristisch für zwei verschiedene Arten von Meeresküsten: Sie treten zum einen in verkarstetem Kalkstein, zum anderen in jungem vulkanischem Gestein mit Vorkommen von Lavahöhlen auf. Karsthohlräume im Meeresboden mit Meerwasser ohne landseitigen Einfluss, als „Blue Holes“ bezeichnet, werden normalerweise nicht dazu gerechnet. Viele anchialine Höhlen in Karstgesteinen gehen auf frühere Schwankungen des Meeresspiegels zurück, durch die sich in heute überfluteten Küstenräumen Karsthöhlen ausbilden konnten, dadurch sind oft unter Wasser liegende Tropfstein-Bildungen vorhanden. Fast alle liegen entweder in tropischen oder zumindest in subtropischen Breiten. Anchialine Lavahöhlen wurden vor allem auf vulkanischen Inseln gefunden, neben Hawaii auf den Kanaren, den Galapagosinseln und (West-)Samoa. Bekannt und touristisch erschlossen ist etwa die Lavaröhre Jameos del Agua auf der Insel Lanzarote. Die größten anchialinen Karsthöhlen liegen auf der mexikanischen Halbinsel Yucatán, ihre landseitigen Öffnungen werden Cenotes genannt. Weitere liegen auf den karibischen Inseln, in den Karstgebieten am Mittelmeer und seiner Inseln, daneben sind sie im Südostpazifik, bis nach Australien, verbreitet, aber hier bisher schlechter erforscht. Bekannt sind etwa diejenigen der Bucht von Ha Long in Vietnam. Anchialine Karsthöhlen sind teilweise größer, und oft weitaus älter, als vulkanische Lavaröhren.
Anchialine Seen (manchmal auch als „marine lakes“, also „Meeresseen“ bezeichnet) sind deutlich seltener. Neben den schon länger bekannten auf den Palauinseln wurden zahlreiche in Ostkalimantan, Indonesien, entdeckt.

## Hydrologie und ökologische Bedingungen

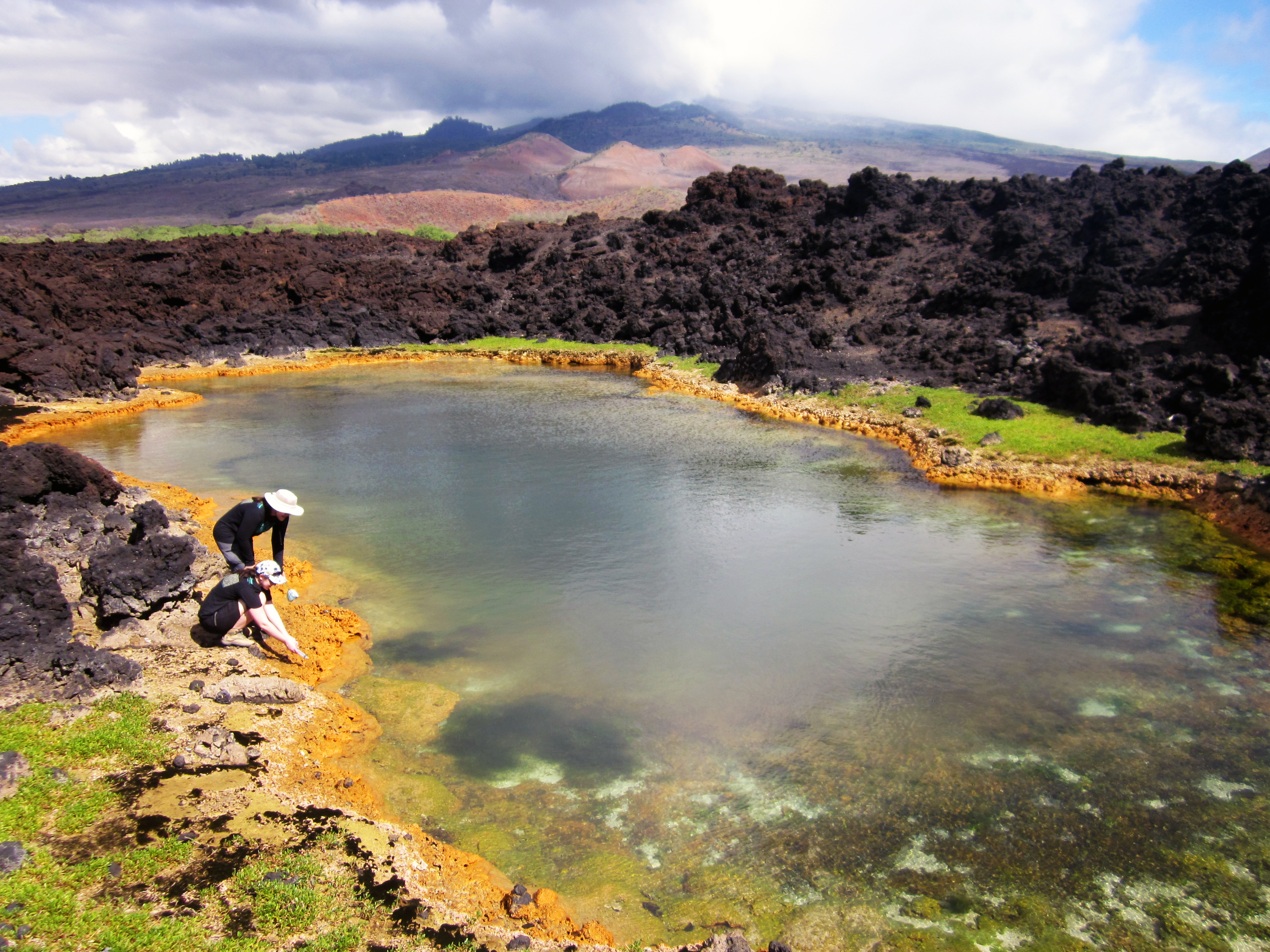
Ökologe beim Sammeln von Proben auf Maui, Hawaii

An der Meeresküste treffen Süßwasser und Salzwasser im Untergrund normalerweise nicht an der Küstenlinie aufeinander. Das dichtere Salzwasser unterschichtet häufig das süße Grundwasser keilförmig, auf kleinen Inseln bildet dieses nur eine Linse (Ghyben-Herzberg-Linse), die vom Meerwasser unterschichtet wird. Aber auch quellartige Süßwasseraustritte im Meer können bei hohem Grundwasserzustrom auftreten. In den Gewässern bildet sich normalerweise eine Sprungzone oder Halokline aus, in der die Salinität mehr oder weniger abrupt wechselt, diese kann von einigen Zentimetern bis zu mehreren Metern Dicke erreichen. Durch Durchmischungen ist vor allem die überlagernde Süßwasserlage meist merklich salzbeeinflusst und mehr oder weniger brackig. Auch wenn, in temperaten Klimaten, das Süßwasser im kühleren Winter dichter wird, erreicht es niemals die Dichte von Seewasser. Es kommt daher typischerweise niemals zu vollständiger Durchmischung. Dies hat u. a. zur Folge, dass das Salzwasser in anchialinen Gewässern wie durch einen Deckel von der Oberfläche abgeschirmt ist, häufig ist es dadurch sehr arm an Sauerstoff. Einige anchialine Krebstierarten wie Halocaridina rubra können unter anoxischen Bedingungen, ohne Sauerstoff, leben.
Die Primärproduktion durch Photosynthese fällt in den lichtlosen anchialinen Höhlengewässern aus, diese sind daher in der Regel sehr nährstoffarm. Die meisten Nährstoffe werden als organisches Material eingeschwemmt. Daneben kommt es aber insbesondere in der Halokline selbst zu chemolithotropher Produktion durch schwefeloxidierende Bakterien, die den oft reichlich vorhandenen Schwefelwasserstoff im anoxischen Salzwasser zu Schwefel oxidieren. Dadurch ist in einigen anchialinen Gewässern das sonst kristallklare Wasser in dieser Zone getrübt.

## Die anchialine Fauna
Die Tierwelt anchialiner Gewässer ist überwiegend marinen Ursprungs. Besonders artenreich ist die Gruppe der Krebstiere. Die urtümlichen Remipedia, die erst in den 1980er Jahren neu entdeckt wurden, kommen ausschließlich in anchialinen Höhlengewässern vor, sie gelten als lebende Fossilien. Auch die Ordnungen Mictacea (Ranzenkrebse) und Platycopioidea (Ruderfußkrebse) kommen nirgendwo anders vor. Hoch liegt auch der Anteil der urtümlichen Thermosbaenacea. Obwohl anchialine Lebensräume winzige Inseln am Rande der Weltmeere bilden, besitzen einige Gruppen ein disjunkte Verbreitung über Tausende von Kilometern hinweg. Remipedia gibt es beispielsweise in der Karibik, auf den Kanaren und an der westaustralischen Küste. Der decapode Krebs Procaris lebt auf Hawaii, der Insel Ascension mitten im Atlantik, und den Bermudainseln in der Karibik. Meist wird angenommen, dass dieses Verbreitungsbild nicht auf Fernausbreitung zurückgeht, sondern es sich um überlebende Reliktformen handelt, die teilweise die Wirkung der Kontinentalverschiebung nachzeichnen. Einige gelten etwa als Tethys-Relikte. Allerdings wurden diese Hypothesen bisher kaum mit modernen, genetischen Methoden überprüft.
Bekannteste Art in anchialinen Oberflächengewässern ist die „Rote Hawaiigarnele“ Halocaridina rubra, die inzwischen ein beliebtes Aquarientier ist.
Anchialine Fischarten sind bekannt in den Familien Bythitidae (acht Arten, von den Bahamas, Kuba, Yukatan, Galapagos), Eleotridae (eine Art, Australien), Gobiidae (drei Arten, Philippinen und Japan), Synbranchidae (zwei Arten, Yukatan und Australien).
Wie viele Grundwassertiere und Höhlentiere sind es häufig weiß gefärbte, augenlose Arten. Wie bei einigen Tiefseeformen, sind Krebstiere anchialiner Gewässer aber vielfach auch leuchtend rot gefärbt, vor allem in Teilhabitaten unter Lichteinfluss.

## Erforschung
Anchialine Höhlen sind in der Regel schwer zugänglich und müssen von spezialisierten Höhlentauchern erforscht werden, wodurch viele bis heute kaum bekannt sind. Als Besonderheit werden meist Kreislauftauchgeräte eingesetzt. Die Tiere werden meist an Ort und Stelle nach ihrer Bewegung im Lichtkegel der Lampen erkannt und in Glas- oder Plastikbehälter eingefangen. Der Einsatz von Fallen oder Netzen ist aufgrund der technischen Schwierigkeiten und der oft geringen Individuendichte im Lebensraum weniger verbreitet.